# 봉쇄 조항

나라별 선거 제도에 따른 봉쇄 조항
<1%
≥1%, <2%
≥2%, <3%
≥3%, <4%
≥4%, <5%
≥5%, <6%
≥6%, <7%
≥7%
유형에 따라 서로 다른 봉쇄 조항이 적용됨

봉쇄 조항(封鎖 條項) 또는 저지 조항(沮止 條項)은 비례대표제에서 일정 비율 이상 득표한 정당에게만 의석을 배분하는 제도이다.

## 대표하지 못한 표
봉쇄 조항에 걸려 의석을 배출하지 못한 표는 다른 정당의 득표를 왜곡시키게 된다. 1995년에 실시된 러시아 하원 의원 선거에서는 무려 45%의 표가 봉쇄 조항에 걸려 의석 배분에 영향을 주지 못하였다. 반면 다른 정당들은 실제 득표율에 비해 2배에 가까운 의석을 받았다. 1998년 러시아 헌법재판소는 봉쇄 조항은 효력이 제한된 경우에 한해 합헌이라는 결정을 내렸다.

## 다단계 봉쇄 조항
과거 대한민국의 지역구 선거에서 유효 투표 총수의 100분의 3 이상 100분의 5 미만을 득표한 정당에 대하여 비례대표 의석 1석을 배분하도록 한 적이 있다. 현재는 이런 조항이 없다.

## 나라별 봉쇄 조항

### 유럽
| 나라                  | 봉쇄 조항 | 그 외의 유형 |
| --------------------- | --- | --- |
| 알바니아              | 3% | 5% (지역별 선거에 따른 다자간 정당 연합인 경우에 한함)                                                                          |
| 안도라                | 7.14% (전체 득표율의 1/14) | |
| 아르메니아            | 5% | 7% (정당 연합) |
| 오스트리아            | 지역 선거구의 4% | |
| 벨기에                | 5% (선거구 기준, 국가 기준 봉쇄 조항은 없음) | |
| 보스니아 헤르체고비나 | 3% | |
| 불가리아              | 4% | |
| 크로아티아            | 5% | |
| 키프로스              | 3.6% | 북키프로스: 5% |
| 체코                  | 5% | 2개 정당 연합: 10% 3개 정당 연합: 15% 4개 이상의 정당 연합: 20% (체코 대의원 선거에 한함)                                       |
| 에스토니아            | 5% | |
| 덴마크                | 2% 또는 직접적인 위임 | |
| 조지아                | 3% | |
| 독일                  | 정당 득표율 5% (5% 저지 조항 참조) | 소수 민족 대표 정당: 0% 유럽 의회 선거: 0%                                                                                      |
| 그리스                | 3% | |
| 헝가리                | 5% | 2개 정당 연합: 10% 다자간 정당 연합: 15% 소수 민족 대표 정당: 0.26% (1번째 의석에 한함)                                         |
| 아이슬란드            | 5% (보상 의석에 한함) | |
| 이탈리아              | 3% | 정당 연합: 10% (정당 득표율: 3%, 정당 동맹 당사자의 득표율: 1%) 소수 민족 대표 정당: 20% 또는 지역구 2석 이상                   |
| 라트비아              | 5% | |
| 리히텐슈타인          | 8% | |
| 리투아니아            | 5% | 정당 연합: 7% |
| 몰도바                | 5% | 정당 연합 이외의 정당: 3% 정당 연합: 12%                                                                                        |
| 모나코                | 5% | |
| 몬테네그로            | 3% | 소수 민족 대표 정당에는 특별 규정이 적용됨                                                                                      |
| 네덜란드              | 0.667% (1석에 필요한 득표율) | |
| 노르웨이              | 4% (보상 의석에 한함) | |
| 폴란드                | 5% | 정당 연합: 8% (유럽 의회 선거에는 적용되지 않음) 소수 민족 대표 정당: 0%                                                        |
| 루마니아              | 5% | 정당 연합: 10% |
| 러시아                | 5% | |
| 산마리노              | 5% | |
| 스코틀랜드            | 5% | |
| 세르비아              | 3% | 소수 민족 대표 정당에는 적용되지 않음                                                                                           |
| 슬로바키아            | 5% | 2개 정당 간의 연합: 7% 다자간 정당 연합: 10%                                                                                    |
| 슬로베니아            | 4% | |
| 스페인                | 스페인 하원 선거: 3% (선거구 기준) 세우타, 멜리야에서는 단순 소선거구제가 적용됨 스페인 상원 선거, 유럽 의회 선거: 봉쇄 조항 없음 지방 선거: 5% (지역마다 다름) | |
| 스웨덴                | 국가 범위: 4% 선거구 범위: 12% | |
| 튀르키예              | 10% | 다자간 정당 연합: 10% (정당 연합의 당사자는 개별적으로 전국 기준에 적용되지 않음) 무소속 후보자에게는 봉쇄 조항이 적용되지 않음 |
| 우크라이나            | 5% | |
| 웨일스                | 5% | |

### 그 외의 대륙
| 나라         | 봉쇄 조항                                                                           | 그 외의 유형                                                          |
| ------------ | ----------------------------------------------------------------------------------- | --------------------------------------------------------------------- |
| 아르헨티나   | 등록된 유권자의 3%                                                                  |                                                                       |
| 볼리비아     | 3%                                                                                  |                                                                       |
| 브라질       | 1.5%                                                                                |                                                                       |
| 부룬디       | 2%                                                                                  |                                                                       |
| 콜롬비아     | 3%                                                                                  |                                                                       |
| 동티모르     | 4%                                                                                  |                                                                       |
| 피지         | 5%                                                                                  |                                                                       |
| 인도네시아   | 4% (인민대표의회에 한함)                                                            |                                                                       |
| 이스라엘     | 3.25%                                                                               | 1992년 이전: 1%, 1992년~2003년: 1.5%, 2003년~2014년: 2%               |
| 카자흐스탄   | 7%                                                                                  |                                                                       |
| 키르기스스탄 | 7개 지역에서 9%, 각 지역에서 0.9% 득표                                              |                                                                       |
| 멕시코       | 3%                                                                                  |                                                                       |
| 모잠비크     | 5%                                                                                  |                                                                       |
| 네팔         | 비례대표 투표에서 3% 득표, 단순 소선거구제가 적용되는 지역구 투표에서 최소 1석 득표 |                                                                       |
| 뉴질랜드     | 비례대표 또는 지역구 득표율 5% 득표                                                 |                                                                       |
| 팔레스타인   | 5%                                                                                  |                                                                       |
| 페루         | 5%                                                                                  |                                                                       |
| 필리핀       | 하원 의석 20%에 대해 2% 적용                                                        | 특정 정당의 하원 의석이 20% 미만인 경우에는 다른 정당에도 자격이 있음 |
| 대한민국     | 정당 득표율 3% 또는 지역구 5석 득표                                                 |                                                                       |
| 르완다       | 5%                                                                                  |                                                                       |
| 대만         | 5%                                                                                  |                                                                       |
| 타지키스탄   | 5%                                                                                  |                                                                       |
| 우루과이     | 우루과이 하원: 1% 우루과이 상원: 3%                                                 |                                                                       |